# Andra åket
Andra åket är en svensk komediserie vars första säsong hade premiär 11 november 2018 på SVT. Säsong nummer två hade premiär 2 november 2019.
Andra åket samproduceras av SVT, FLX och Filmpool Nord. För regin svarar Felix Herngren, Martin Persson och Eddie Åhgren. Serien har skrivits av Erik Hultkvist, Tapio Leopold, Sara Andersson Marmnäs, Niclas Carlsson och Felix Herngren.

## Handling
Andra åket handlar om Madde (Sanna Sundqvist) och hennes man Petter (Jakob Setterberg) som flyttar till Björkfjället. Med sig i flytten till fjällvärlden har de också nyblivna tonårsdottern Ida (Elsa Forsberg). För Madde är det ingen ny miljö då hon är uppvuxen där, men för Petter, uppvuxen i Stockholm, blir det en rejäl omställning. Orsaken till flytten från Stockholm norrut är att de ska ta över och driva det lilla hotellet Gammelgården efter Maddes mamma, Ingegärd (Lena T. Hansson), som gått i pension.

## Rollista i urval (säsong 1)
| - Ida Engvoll – Yvette - Elsa Forsberg – Ida - Mattias Fransson – Tommy - Lena T. Hansson – Ingegerd - Jakob Setterberg – Petter | - William Spetz – Cesar - Sanna Sundqvist – Madde - Bert-Åke Varg – Lennart - Anna Bjelkerud – Ulla - Ulf Elfving – sig själv |